# Michel Rivard (album)
Albums de Michel Rivard
Un trou dans les nuages
(1987) Le Goût de l'eau... et autres chansons naïves
(1992)
Michel Rivard est un album homonyme édité au Québec en 1989 par Audiogram. Il s'agit de nouveaux enregistrements par l'auteur-compositeur-interprète québécois Michel Rivard de quelques-unes de ses meilleures chansons. 

## Titres
| No  | Titre                                  | Durée |
| --- | -------------------------------------- | ----- |
| 1.  | Le cœur de ma vie                      | 4:40  |
| 2.  | La complainte du phoque en Alaska      | 4:51  |
| 3.  | L'inconnu du terminus                  | 5:48  |
| 4.  | Le retour de Don Quichotte             | 5:25  |
| 5.  | Marchand de bonheur                    | 2:50  |
| 6.  | La p'tite vie                          | 3:53  |
| 7.  | Schefferville, le dernier train        | 5:09  |
| 8.  | C'est un mur                           | 4:21  |
| 9.  | Ma blonde et les poissons              | 4:30  |
| 10. | Je voudrais voir la mer                | 5:13  |
| 11. | Le cœur de ma vie (version acoustique) | 4:17  |